# 뉴욕 센트럴 철도

뉴욕 센트럴 철도(영어: New York Central Railroad)는 미국 북동부에서 영업하던 철도 회사이다. 뉴욕에 본사를 두고, 미국 북동부 대부분 지역에 철도망을 펼쳐 뉴욕, 펜실베이니아주, 오하이오주, 미시간주, 인디애나주, 일리노이주, 매사추세츠주에 노선이 있었으며, 캐나다의 온타리오주와 퀘벡주에도 노선이 있었다.
기존의 여러 철도 기업들을 합병하여 1853년 설립되었다. 1925년 말을 기준으로 NYC는 18,643킬로미터의 철로와 42,479킬로미터의 트랙을 운영했고, 1967년 말을 기준으로 주행 거리는 15,604킬로미터, 29,699킬로미터에 달했다.